# Cheirostylis tabiyahanensis
Cheirostylis tabiyahanensis är en orkidéart som först beskrevs av Bunzo Hayata, och fick sitt nu gällande namn av Nicholas Pearce och Phillip James Cribb. Cheirostylis tabiyahanensis ingår i släktet Cheirostylis och familjen orkidéer. Inga underarter finns listade i Catalogue of Life.